# Melissa Rodríguez
Byanca Melissa Rodríguez Villanueva (Chihuahua, 13 de septiembre de 1994) es una deportista mexicana especializa en natación. 

## Vida personal
Comenzó a nadar a los 10 años de edad. Rodríguez estudió ciencias de la agricultura y negocios en la Universidad Estatal de Pensilvania.

## Trayectoria
Contando once años de edad, logró dos medallas, una de plata y otra de bronce en una olimpiada nacional representando al estado de Chihuahua. Con catorce años logró su primer medalla de oro en unos juegos nacionales en México. En los Juegos Centroamericanos y del Caribe Mayagüez 2010 ganó medalla de bronce en los 100 metros estilo pecho y plata en los 200. Para los Juegos Centroamericanos y del Caribe Veracruz 2014 ganó dos preseas de oro en las pruebas de 50 y 200 metros pecho, además de romper un récord centroamericano y del Caribe cronometrando 1:07.99 en los 100 metros pecho. En los Juegos Centroamericanos y del Caribe Barranquilla 2018 ganó medalla de plata. En los Juegos Panamericanos Lima 2019 obtuvo cuarto sitio en las pruebas de 100 y 200 metros estilo pecho.
Compitió para calificar a una competencia olímpica a los 16 años de edad para Londres 2012, sin conseguirlo. En 2021 obtuvo la clasificación a los Juegos Olímpicos de Tokio 2020 en una competencia celebrada en el Vasco da Gama Club de Río de Janeiro. En la justa olímpica, obtuvo un 6° lugar en el heat eliminatorio en una competencia celebrada en el Centro Acuático de Tokio celebrada el 25 de julio de ese año.
En 2021 era capitana de la Selección Mexicana de Natación. Rodríguez posee distintos récords mexicanos en 50, 100 y 200 metros pecho. Formó parte de la delegación mexicana en los Juegos Olímpicos de Tokio 2020 compitiendo en los 100 y 200 metros.

## Palmarés
| Juegos Centroamericanos y del Caribe | Juegos Centroamericanos y del Caribe | Juegos Centroamericanos y del Caribe | Juegos Centroamericanos y del Caribe |
| Año                                  | Lugar                                | Medalla                              | Competición                          |
| ------------------------------------ | ------------------------------------ | ------------------------------------ | ------------------------------------ |
| 2018                                 | Barranquilla ( Colombia)             | Medalla de plata                     | 100 metros pecho                     |
| 2014                                 | Veracruz ( México)                   | Medalla de oro                       | 50 metros pecho                      |
| 2014                                 | Veracruz ( México)                   | Medalla de plata                     | 100 metros pecho                     |
| 2014                                 | Veracruz ( México)                   | Medalla de oro                       | 200 metros pecho                     |
| 2010                                 | Mayagüez ( Puerto Rico)              | Medalla de bronce                    | 100 metros pecho                     |
| 2010                                 | Mayagüez ( Puerto Rico)              | Medalla de plata                     | 200 metros pecho                     |

### Premios y reconocimientos
- Premio Municipal a la Excelencia Deportiva ‘Teporaca’ 2019